# Jack Reacher: Không quay đầu
Jack Reacher: Never Go Back (tạm dịch là Jack Reacher: Không quay đầu) là một bộ phim hành động, tâm lý, hình sự của Mỹ được đạo diễn và đồng viết kịch bản bởi Edward Zwick dựa trên cuốn tiểu thuyết bán chạy nhất Never Go Back của nhà văn Lee Child. Phim có sự tham gia của các diễn viên Tom Cruise, Cobie Smulders, Danika Yarosh, Aldis Hodge, Patrick Heusinger, Holt McCallany và Robert Knepper. Phim được hãng Paramount Pictures ra mắt vào ngày 21 tháng 10 năm 2016. Đây là phần tiếp theo của bộ phim Jack Reacher được đạo diễn bởi Christopher McQuarrie ra mắt năm 2012.

## Diễn viên và nhân vật
- Tom Cruise trong vai Jack Reacher
- Cobie Smulders trong vai Thiếu tá Susan Turner[2]
- Aldis Hodge trong vai Đại úy Anthony Espin[3]
- Patrick Heusinger trong vai The Hunter[4]
- Danika Yarosh trong vai Samantha Dutton[5]
- Holt McCallany trong vai Đại tá Sam Morgan[6]
- Austin Hebert trong vai Daniel Prudhomme[6]
- Robert Catrini trong vai Đại tá Moorcroft[7]
- Robert Knepper trong vai Tướng James Harkness[8]

## Phát hành
Video clip trailer của phim được phát hành ngày 22/6/2016.
Một trò chơi Webgame đã được phát hành nhằm hỗ trợ quảng bá phim, lấy tên Jack Reacher: Never Stop Punching.
Lịch chiếu được dự kiến tháng 10 năm 2016 trong đó khởi chiếu tại Việt Nam ngày 21.